# Glycera convoluta
Glycera convoluta är en ringmaskart som beskrevs av Wilhelm Moritz Keferstein 1862. I den svenska databasen Dyntaxa används istället namnet Glycera tridactyla. Glycera convoluta ingår i släktet Glycera och familjen Glyceridae. Arten har ej påträffats i Sverige. Inga underarter finns listade i Catalogue of Life.